# Wrony (Stare Bogaczowice)
Wrony – przysiółek wsi Stare Bogaczowice w Polsce, położony w województwie dolnośląskim, w powiecie wałbrzyskim, w gminie Stare Bogaczowice, nad potokiem Sikorka.
W latach 1975–1998 przysiółek administracyjnie należał do województwa wałbrzyskiego.